# Jennison Heaton
Jennison Heaton (New Haven, 16 de abril de 1904–Burlingame, 6 de agosto de 1971) es un deportista estadounidense que compitió en bobsleigh y skeleton. Su hermano John también fue medallista olímpico en los mismos deportes.
Participó en los Juegos Olímpicos de Sankt Moritz 1928, obteniendo dos medallas: oro en la prueba masculina individual de skeleton y plata en bobsleigh quíntuple.

## Palmarés internacional
| Juegos Olímpicos | Juegos Olímpicos     | Juegos Olímpicos | Juegos Olímpicos |
| Año              | Lugar                | Medalla          | Prueba           |
| ---------------- | -------------------- | ---------------- | ---------------- |
| 1928             | Sankt Moritz (Suiza) | Medalla de plata | Quíntuple        |

| Juegos Olímpicos | Juegos Olímpicos     | Juegos Olímpicos | Juegos Olímpicos |
| Año              | Lugar                | Medalla          | Prueba           |
| ---------------- | -------------------- | ---------------- | ---------------- |
| 1928             | Sankt Moritz (Suiza) | Medalla de oro   | Individual       |